# 多脉木荷
多脉木荷（学名：Schima polyneura）为山茶科木荷属下的一个种。

## 扩展阅读
- 維基物種上的相關：多脉木荷